# Telipna ruspinoides
Telipna ruspinoides är en fjärilsart som beskrevs av Schultze och Aurivillius 1910/11. Telipna ruspinoides ingår i släktet Telipna och familjen juvelvingar. Inga underarter finns listade i Catalogue of Life.